# Gbélo
Gbélo  è una città e sottoprefettura della Costa d'Avorio appartenente al dipartimento di Ouaninou. Conta una popolazione di 4 941 abitanti (censimento 2014).